# Shake Your Foundations
Shake Your Foundations es una canción y un sencillo de la banda australiana de hard rock AC/DC. Fue escrita por Angus Young, Malcolm Young y Brian Johnson.
La canción fue publicada en el álbum de estudio de 1985, Fly on the Wall. Al año siguiente, la canción fue remezclada por Harry Vanda y George Young, los cuales trabajaron con AC/DC en los álbumes anteriores, y fue lanzado en el álbum posterior, Who Made Who y en la banda sonora de la película basada en el libro de Stephen King, Maximum Overdrive. La versión de vinilo del álbum incluye el remix, mientras que la mayoría de versiones de CD incluyen la versión original.

## Video musical
El video musical muestra a AC/DC tocando en vivo en un pequeño bar de Nueva York, con Angus Young tocando su Gibson SG mientras la gente baila al ritmo de la canción. Luego, el bar comienza a temblar por el fuerte ruido de la música, haciendo caer platos, vasos, lámparas, botellas y parte del techo. 
Al notar esto, la gente comienza a salir del bar, sin embargo, AC/DC continúa con la canción, con la ciudad de Nueva York a sus espaldas y con un solo espectador que se queda hasta el final de la canción.
El videoclip fue incluido posteriormente en el box set Backtracks de 2009 y en el disco 2 del DVD recopilatorio Family Jewels.

## Lista de canciones
Todas las letras escritas por Angus Young y Malcom Young, toda la música compuesta por AC/DC. 
| Lanzamiento promocional |                                 |          |  |
| N.º                     | Título                          | Duración |  |
| 1.                      | «Shake Your Foundations»        | 4:10     |  |
| 2.                      | «Jailbreak (en vivo en Dallas)» | 4:35     |  |
| 3.                      | «Stand Up (en vivo en Dallas)»  | 4:14     |  |

## Personal
- Brian Johnson – voz
- Angus Young – guitarra
- Malcolm Young – guitarra rítmica
- Cliff Williams – bajo
- Simon Wright – batería